# Antonio Ricardo

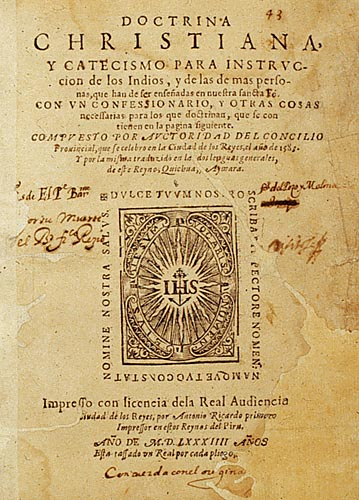
Pàgina de títol del Doctrina Christiana de 1585, el primer llibre que va ser imprès a Amèrica del Sud, i el primer llibre imprès per tenir text en Quechua i Aymara

Antonio Ricciardi, més conegut com a Antonio Ricardo (Torí, 1532 - Lima, 1605/1606), fou un impressor italià que es convertí en el primer impressor d' Amèrica del Sud treballant a Lima, Perú, de 1584 fins a la seva mort el 1605 o 1606.

## Biografia
Antonio Ricciardi va néixer a Turin el 1532. El seu pare Sebastiano Ricciardi va venir de Monticello d'Alba, província de Cuneo, i la seva mare Gigliani Pallodi era nadiua de Torí. Va tenir un germà Pietro, qui va viure a Venècia. Ricciardi va treballar amb la impressora Gerolamo Farina de Torí. Després va anar a Venècia i Lió, on va conèixer Pedro Ocharte, un dels primers impressors de Mèxic. Junts van viatjar a Valladolid i Medina del Campo, on van treballar amb les impressores Del Canto.
Ricardo va emigrar a Mèxic el maig de 1570, on va treballar en la botiga de Pedro Ocharte. Es va casar amb Catalina Aguda en aquells anys. Fou impressor a la Ciutat de Mèxic de 1577 a 1579, amb la seva oficina a la Universitat San Pedro y San Pablo de la Companyia de Jesús. En aquells tres anys, va imprimir com a mínim dotze feines, publicades en deu llibres.
Es va traslladar a Acapulco el març de 1580 i després a Callao, en la costa peruana, el gener de 1581. D'allà va viatjar a Lima. Va deixar la seva muller darrere a la Ciutat de Mèxic, presumiblement per tractar amb els seus creditors: un d'aquells era Pedro Ocharte, qui li havia subministrat l'equipament necessari per instal·lar la seva oficina d'impressió pròpia. Durant tres anys, va intentar obtenir l'aprovació reial necessària per esdevenir un impressor. Però el 13 de febrer de 1584, el Jesuites li van donar el permís per començar a imprimir textos per ells, sense haver-hi rebut l'aprovació reial encara.
El Tercer Consell de Lima li va ordenar la producció d'un catecisme trilingue en castellà, Quechua i Aymara. Ricardo va rebre l'ordre i es convertí en la primera impressora d' Amèrica del Sud fins a la seva mort. Li va ser concedit un permís oficial per instal·lar una premsa d'impressió a Lima per part de Felip II de Castella el 7 d'agost 1584. La primera publicació mai impresa en Amèrica del Sud fou un fullet de quatre pàgines amb la informació sobre el calendari Gregorià nou de 1582, el qual fou immediatament adoptat per Espanya, però que no va ser encara comunicat a les colònies. La següent publicació de Ricardo, i el primer llibre imprès en Amèrica del sud, fou la Doctrina Christiana. Entre 1584 i 1605, Ricardo publicaria com a mínim 40 feines.
El 1605, Ricardo va ser convocat per aparèixer davant de la Inquisició. El mateix o següent any va morir. La seva oficina va ser agafada per Francisco del Canto, un fill de Del Canto de Median del Campo, qui hi havia treballat en el taller de Ricardo anteriorment i que aguantaria el monopoli imprimint a Perú fins a l'any 1619.

## Treballs realitzats

### Mèxic
- 1577: Emblemata de Andreas Alciatus
- 1577: Tristes d' Ovid
- 1577: Sermonario en lengua Mexicana, juntament amb Catechismo en lengua Mexicana y Española de Juan de la Anunciacion
- 1577: Doctrinalis fidei in mechuacanensium Indorum linguam, de Juan de Medina Plaza
- 1578: Vocabulario en lengua çapoteca, de Juan de Córdova
- 1578: Introductio in dialecticam Aristotelis, de Francisco de Toledo: publicat juntament amb Reverendi do. Francisci Maurolyci, abbatis i Computus ecclesiasticus in summam collectus, de Francesco Maurolico
- 1578: Suma y Recopilacion de Cirugia, d' Alonso Lopez de Hinojoso, el primer text sobre cirurgia imprès a les Amèriques
- 1579: De constructione octo partium orationis, de Manuel Álvares
- 1579: Tractado breve de anothomia y chirugia, de Agustin Farfan
- 1579: Carta, de Pedro de Morales

### Perú
- 1584: Pragmatica, un edicte de quatre pàgines en el calendari Gregorià nou, probablement la primera feina va imprimir dins Amèrica del Sud
- 1584: Doctrina Christiana y catecismo para instruccion de los Indios, el primer llibre va imprimir dins Amèrica del Sud, i el primer llibre imprès amb text en Quechua i Aymara
- 1585: Tercero cathecismo y exposicion de la doctrina christiana, por sermones
- 1585: Confessionario para los curas de Indios
- 1585: Critica de Aristoteles de José de Acosta
- 1586: Arte, y vocabulario en la lengua general del Perú, llamada Quichua (reimprès 1603, 1604 i 1614)
- 1586: Un libro de oraciones d' Alonso de Barzana
- 1596: Primero Parte del Arauco Domado per Pedro de Oña, primera impressió de la feina més coneguda del primer poeta de Xile
- 1597: Libro general delas reduciones de plata, de Joan de Belveder
- 1598: Symbolico Catholico Indiano, de Geronimo de Mena
- 1601: Constituciones de los F. Menores desta Provincia delos doze Apostoles del Piru
- 1602: Primera parte de la miscelanea austral de Diego d'Avalos y Figueroa
- 1602: Constituciones y ordenanças de la Universidad, y General d'Estudi de la Ciudad de los Reyes del Piru
- 1603: Cúria filipica, de Juan de Hevia Bolaños
- 1604: Tratado y parcero sobre el servicio personal de los Indios del Perú, de Miguel de Agia
- 1606: Commentarii ac quaestiones en universam Aristotelis ac subtilissimi doctoris Jhoannis Duns Scoti logicam per Jéronimo Valera